# نیمه‌کوری
کوری اگر تنها در یک چشم باشد نیمه‌کوری (hemianopia, hemianopsia) نامیده می‌شود.

## انواع
- نیمه‌کوری مطلق: کوری به نور و رنگ و شکل در نیمی از میدان بینایی
- نیمه‌کوری ناهم‌سو: نیمه‌کوری در دو نیمۀ ناهم‌سو از میدان بینایی دو چشم
- نیمه‌کوری هم‌سو: نیمه‌کوری در دو نیمۀ هم‌سو از میدان بینایی دو چشم
- نیمه‌کوری یک‌طرفه: نیمه‌کوری فقط در یک چشم.